# 에도아르도 블론데트
에도아르도 블론데트(이탈리아어: Edoardo Blondett, 1992년 1월 7일, 이탈리아 제노바 ~ )는 이탈리아의 축구 선수이며 현재 세리에 C의 SS 아우다체 체리뇰라에서 뛰고있다.